# Kabinett Ribot II

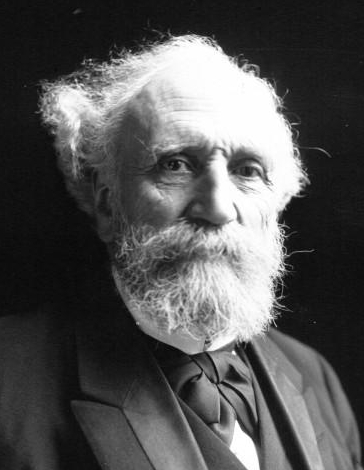
Alexandre Ribot 1913

Das zweite Kabinett Ribot war eine Regierung der Dritten Französischen Republik. Es wurde am 11. Januar 1893 von Premierminister (Président du Conseil) Alexandre Ribot gebildet und löste das Kabinett Ribot I ab. Es blieb bis zum 31. März 1893 im Amt und wurde vom Kabinett Dupuy I abgelöst.
Dem Kabinett gehörten Minister folgender parlamentarischer Gruppen an: Union des gauches (diese unterteilt in Union libérale républicaine (ULR) und Union républicaine (UR)), Gauche républicaine (GRepS), Gauche radicale (GRad) und Radikalsozialistische Fraktion (RSF).

## Kabinett
Dem Kabinett gehörten folgende Minister an:
- Premierminister: Alexandre Ribot (ULR)
- Innenminister und Religion: Alexandre Ribot
- Außenminister: Jules Develle (UR)
- Justizminister: Léon Bourgeois (RSF)
  - ab 13. März 1893: Jules Develle
  - ab 14. März 1893: Léon Bourgeois
- Kriegsminister: Julien Loizillon[1]
- Minister für Marine: Alexandre Ribot
  - ab 12. Januar 1893: Henri Rieunier
- Finanzen: Pierre Tirard (GRepS)
- Minister für öffentlichen Unterricht: Charles Dupuy (UR)
- Landwirtschaftsminister: Albert Viger[2] (GRad)
- Minister für Handel, Industrie und Kolonien: Jules Siegfried (UR)
- Minister für öffentliche Arbeiten und Sozialversicherung: Jules Viette (GRad)

### Unterstaatssekretäre
Dem Kabinett gehörten folgende Sous-secrétaires d’État an:
- Kolonialangelegenheiten im Handelsministerium (ab 17. Januar 1893): Théophile Delcassé (GRad)

## Historische Einordnung

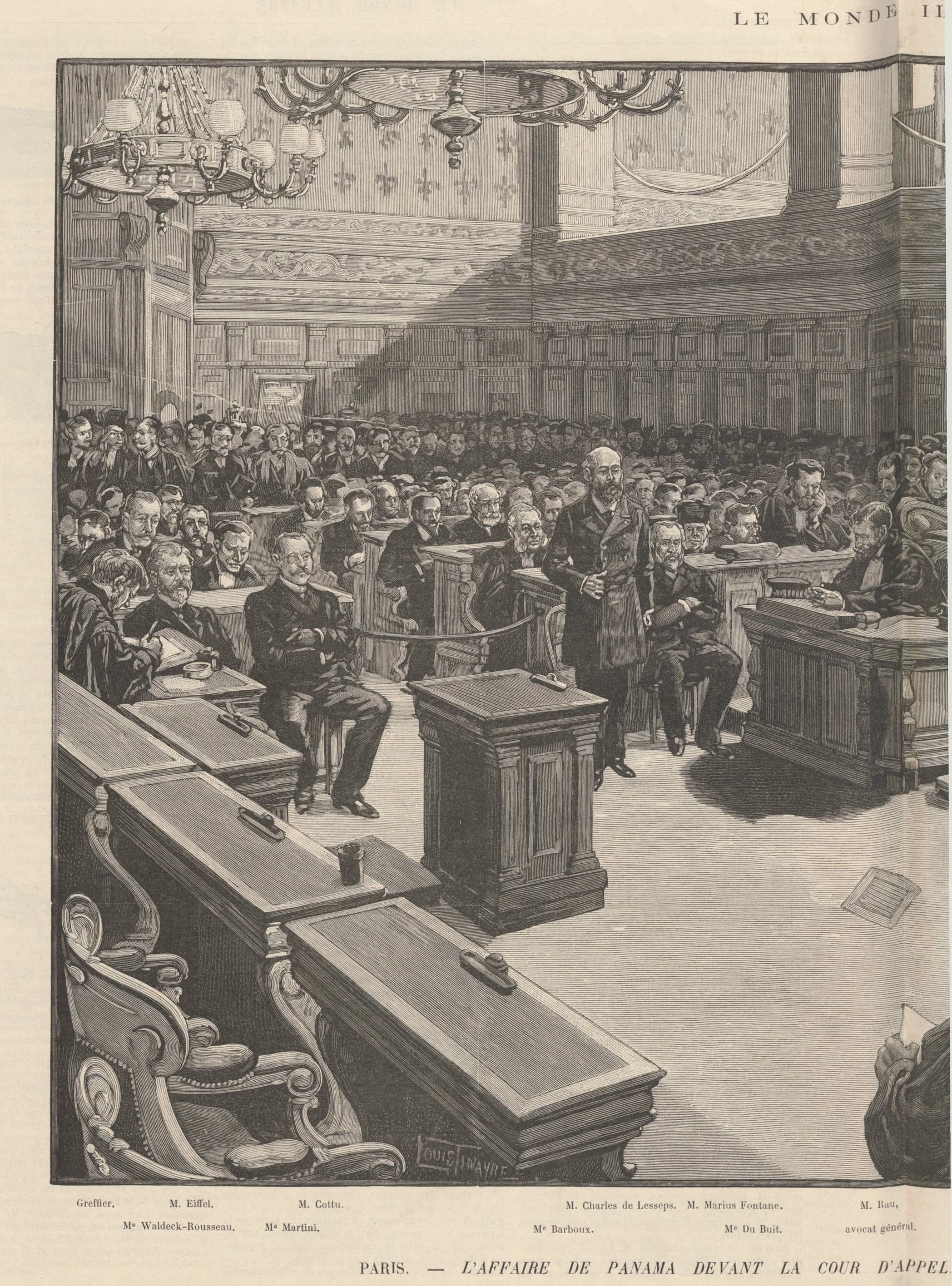
Die Panama-Affäre vor Gericht – Verhandlung vom 10. Januar 1893

Das zweite Kabinett Ribot stand wie das erste im Schatten des Panamaskandals. Die Verurteilung des ehemaligen Ministers Charles Baïhaut zu fünf Jahren Haft blieb letztendlich die einzige aus dem Bereich der Politik; die Immunität der über 100 anderen verdächtigen Abgeordneten blieb unangetastet. Ferdinand de Lesseps wurde zu fünf Jahren Haft verurteilt, die er aber wegen eines Formfehlers nicht antreten musste.
Am 10. März wurde die Elfenbeinküste zur französischen Kolonie erklärt.
Die Niederlage in einer Haushaltsdebatte löste den Rücktritt Ribots aus.